# Irina Ródina
Irina Víktorovna Ródina –en ruso, Ирина Викторовна Родина– (Tula, 23 de julio de 1973) es una deportista rusa que compitió en judo y en artes marciales mixtas, Ganó ocho medallas en el Campeonato Europeo de Judo entre los años 1993 y 2003.

## Trayectoria en judo
Participó en los Juegos Olímpicos de Sídney 2000, ocupando el séptimo lugar en la categoría de +78 kg.
Compitió en diversos campeonatos europeos, en el peso pesado y en categoría abierta. Su mayor éxito fue en 1999 cuando ganó la medalla de oro, imponiéndose a la búlgara Tsvetana Bozhilova. Un año más tarde obtuvo la plata en +78 kg, perdiendo contra la británica Karina Bryant, y en 2003 ganó su segunda plata, esta vez en categoría abierta, tras sucumbir ante la alemana Katrin Beinroth. Cinco medallas de bronce en categoría abierta cierran su palmarés.

### Palmarés internacional
| Campeonato Europeo | Campeonato Europeo      | Campeonato Europeo | Campeonato Europeo |
| Año                | Lugar                   | Medalla            | Categoría          |
| ------------------ | ----------------------- | ------------------ | ------------------ |
| 1993               | Atenas (Grecia)         | Medalla de bronce  | Abierta            |
| 1994               | Gdańsk (Polonia)        | Medalla de bronce  | Abierta            |
| 1996               | La Haya (Países Bajos)  | Medalla de bronce  | Abierta            |
| 1998               | Oviedo (España)         | Medalla de bronce  | Abierta            |
| 1999               | Bratislava (Eslovaquia) | Medalla de oro     | +78 kg             |
| 2000               | Breslavia (Polonia)     | Medalla de plata   | +78 kg             |
| 2001               | París (Francia)         | Medalla de bronce  | Abierta            |
| 2003               | Düsseldorf (Alemania)   | Medalla de plata   | Abierta            |

## Trayectoria en artes marciales mixtas
| Resultado | Récord | Oponente       | Método            | Evento                               | Fecha                  | Asalto | Tiempo | Lugar        | Notas |
| --------- | ------ | -------------- | ----------------- | ------------------------------------ | ---------------------- | ------ | ------ | ------------ | ----- |
| Derrota   | 3-1    | Erin Toughill  | Decisión          | ReMix - World Cup 2000               | 5 de diciembre de 2000 | 2      | 5:00   | Tokio, Japón |       |
| Victoria  | 3-0    | Yumiko Hotta   | Sumisión (Armbar) | AJWPW U-Top Tournament Finals        | 13 de agosto de 1996   | 1      | 3:11   | Tokio, Japón |       |
| Victoria  | 2-0    | Reggie Bennett | Sumisión (Armbar) | AJWPW U-Top Tournament Finals        | 13 de agosto de 1996   | 1      | 9:47   | Tokio, Japón |       |
| Victoria  | 1-0    | Yoko Takahashi | Sumisión (Armbar) | AJWPW U-Top Tournament Opening Round | 12 de agosto de 1996   | 1      | 6:06   | Tokio, Japón |       |